# 조지프 에디슨 알렉산더

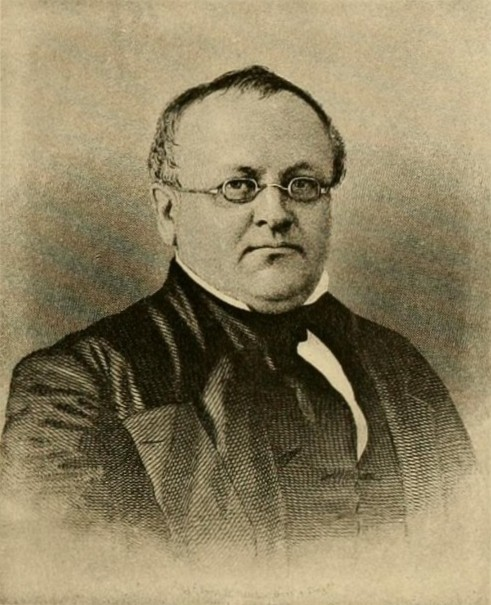

조지프 애디슨 알렉산더 (Joseph Addison Alexander, 1809년 3월 24 -1860년 1월 28일)는 미국의 성서학자이다. 유명한 아키발드 알렉산더(Archibald Alexander)의 3번째 아들로 필라델피아에서 태어났다. 그의 형제들은 제임스 W. 알렉산더와 윌리암 C. 알렉산더가 있다. 프린스턴 대학교를 졸업하고 프린스턴 신학교에서 히브리어를 비롯한 여러 언어들을 가르쳤다.